# 1111
1111 (MCXI) a fost un an obișnuit al calendarului iulian.

## Evenimente
- 9 februarie: Concordatul de la Sutri dintre papa Pascal al II-lea și împăratul Henric al V-lea pe tema învestiturii: împăratul renunță la învestiturile laice, în schimbul regaliilor.
- 12 februarie: Ceremonia de încoronare imperială a lui Henric al V-lea eșuează, ca urmare a opoziției episcopilor față de acordurile încheiate la Sutri; ca urmare, împăratul îl face prizonier pe papa Pascal al II-lea.
- 17 martie: După moartea lui Bohemund I de Tarent, principe de Antiohia, petrecută în Apulia, nepotul său Tancred denunță prevederile tratatului încheiat la Deabolis în 1108 cu împăratul Alexios I Comnen; pentru situația din Italia, moartea lui Bohemund, alături de cea a lui Roger Borsa, regele Siciliei, lasă partida pro-normandă descoperită în fața pretențiilor imperiale în Italia de sud.
- 12-13 aprilie: Tratatul de la Ponte Mammolo, dintre Pascal al II-lea și împărat; Henric reia învestiturile și lasă regaliile pe seama clerului și este încoronat ca împărat de către papa Pascal al II-lea.
- 6 mai: Întrevederea de la Bianello, lângă Reggio Emilia, dintre contesa Matilda de Toscana și Henric al V-lea.
- 14 mai: Ambasadă a pisanilor la Constantinopol (concretizată anul următor).
- 24 mai: Comuna din Lodi este distrusă de trupele milaneze.
- 5 octombrie: Luptând alături de regele Ludovic al VI-lea al Franței și împotriva contelui de Blois, aliat al regelui Henric I al Angliei, contele Robert al II-lea de Flandra cade în lupta de la Meaux.
- 26 octombrie: Bătălia de la Cadespina: regele Alfonso I al Aragonului se impune asupra armatei soției sale, Urraca de Castilia.

### Nedatate
- 1111-1113: În documente este pomenit "Mercurius Princeps", în Transilvania.
- martie: Expedițiile regelui Ludovic al VI-lea al Franței împotriva regelui Henric I al Angliei, a lui Hugues de Puiset și a lui Robert de Meulan; cel din urmă reacționează prin jefuirea palatului cetății Parisului.
- martie: Trupele anglo-normande, comandate de Robert I de Meulan, atacă Parisul.
- iulie: Regele Balduin I al Ierusalimului întreprinde un marș asupra Ascalonului, a cărui garnizoană fatimidă capitulează; în continuare, o revoltă a orășenilor conduce la masacrarea garnizoanei cruciate.
- Bătălia de la Salnitsa: mare victorie a cneazului Vladimir (Monomahul) asupra cumanilor, pe fluviul Don.
- Bătălia de la Shaizar, în Siria, dintre cruciați și selgiucizi, încheiată nedecis.
- Henric al V-lea este încoronat ca împărat de către papa Pascal al II-lea.
- Împăratul Alexios I Comnen trimite o ambasadă, condusă de Manuel Boutoumites, cu scopul de a-i convinge pe principii creștini din Levant să acționeze împotriva lui Tancred, pentru a prelua stăpânirea asupra Antiohiei; deși ambasada este bine primită de către contele de Tripoli și de regele Ierusalimului, misiunea sa eșuează.
- Prima mențiune documentară a comitatului Bihor.
- Sinodul de la Rathbreasail marchează trecerea bisericii irlandeze de la o structură monahală la una diocezană.
- Trupele almoravide ale generalului Abi Bakr cuceresc Santarem și Sintra; eforturile berberilor de recucerire a unor teritorii din Peninsula Iberică conduc la prădarea Coimbrei.

## Arte, științe, literatură și filozofie
- 8 octombrie: Consacrarea solemnă a catedralei Notre-Dame des Doms din Avignon, de către episcopul Rostaing al II-lea, în prezența a 35 de episcopi reuniți într-un conciliu local.
- Este întemeiată academia chineză Donglin, în Imperiul dinastiei Song.
- Sfințirea Catedralei din Bamberg, reconstruită de episcopul Otto de Bamberg după incendiul din 1081.

## Înscăunări
- 22 februarie: Wilhelm I, duce normand de Apulia.
- Balduin al VII-lea, conte de Flandra (1111-1118)

## Nașteri
- Andrei Bogoljubski, cneaz de Vladimir-Suzdal (d. 1174).

## Decese
- 22 februarie: Roger Borsa, rege al Siciliei (n. 1060/1061)
- 3 martie: Bohemund I de Tarent, principe de Antiohia (n. 1058)
- 5 octombrie: Robert al II-lea, conte de Flandra (n. ?)

### Nedatate
- decembrie: Al-Ghazali, jurist, teolog și filosof musulman din Persia (n. 1058)
- Otto al II-lea, conte de Habsburg (n. ?)
- Richard al II-lea, duce normand de Gaeta (n. ?)
- Silvestru al IV-lea, antipapă (n. ?)